# Karl Emil von Wartensleben
Karl Emil von Wartensleben (* Mai 1669 in Winterbüren; † 3. Februar 1714 in Kassel) war landgräflich hessen-kasselscher Oberst und Brigadier, Oberhofmeister und Oberkämmerer der Landgräfin Amalie von Hessen und Besitzer des Gutes Winterbüren bei Kassel.

## Leben

### Familie
Er war Angehöriger der in der Folgegeneration in den Reichsgrafenstand erhobenen Adelsfamilie der Freiherren von Wartensleben. Seine Eltern waren der holländische Oberst Christian von Wartensleben (1630–1675) und dessen Ehefrau Cornelie Riviere d’Arthot.
Am 20. März 1709 heiratete er Katharine Christiane (Christophine) von Plessen (1690–1755). Das Paar hatte zwei Söhne und zwei Töchter, von denen drei jung starben. Es überlebte nur der Sohn Karl Friedrich (1710–1778), späterer k. k. Kämmerer und holländischer Generalleutnant. Seine Witwe heiratete am 11. Oktober 1725 den dänischen Geheimrat und Oberlanddrosten zu Oldenburg, Emanuel Friedrich von Kötzschau.

### Werdegang
Wartensleben war anfangs in holländischen, dann in venetianischen Diensten und trat schließlich in das hessen-kasselsche Militär ein. Er stiftete 1702 als Oberst das Infanterieregiment Nr. 9 mit zehn Kompanien. Es wurde von 1709 bis 1755 nach dem Prinzen Georg, ab 1755 nach dem Prinzen Karl von Hessen benannt. Es bestand als erstes Bataillon des dritten Linien-Infanterie-Regiments bis zum Jahre 1832 und wurde schließlich auf die beiden Bataillone des dritten Infanterie-Regiments aufgeteilt. Sein Regiment zählte im Spanischen Erbfolgekrieg zu den 8000 Mann Hilfstruppen, die Landgraf Karl, als Verbündeter Großbritanniens, des Kaisers und Hollands, zur Unterstützung der Engländer zu den Truppen der Verbündeten stoßen ließ. Das Regiment nahm u. a. an der siegreichen Schlacht bei Hochstädt im August 1704 teil.
Wartensleben wurde am 12. März 1706 Brigadier und 1709 für kurze Zeit Kommandant der Festung Ziegenhain. 1713 beendete er seinen Militärdienst und wurde Oberhofmeister und Oberkämmerer der Landgräfin. Er starb am 3. Februar 1714 in Kassel.